# Bunge y Born
Bunge y Born или Bunge & Born (рус. Бу́нхе и Борн) — транснациональная корпорация, базировавшаяся в Аргентине. Штаб-квартира группы располагалась в Буэнос-Айресе. Некогда крупнейшая и старейшая монополистическая группа страны, имела филиалы и представительства в 110 странах мира.

## История

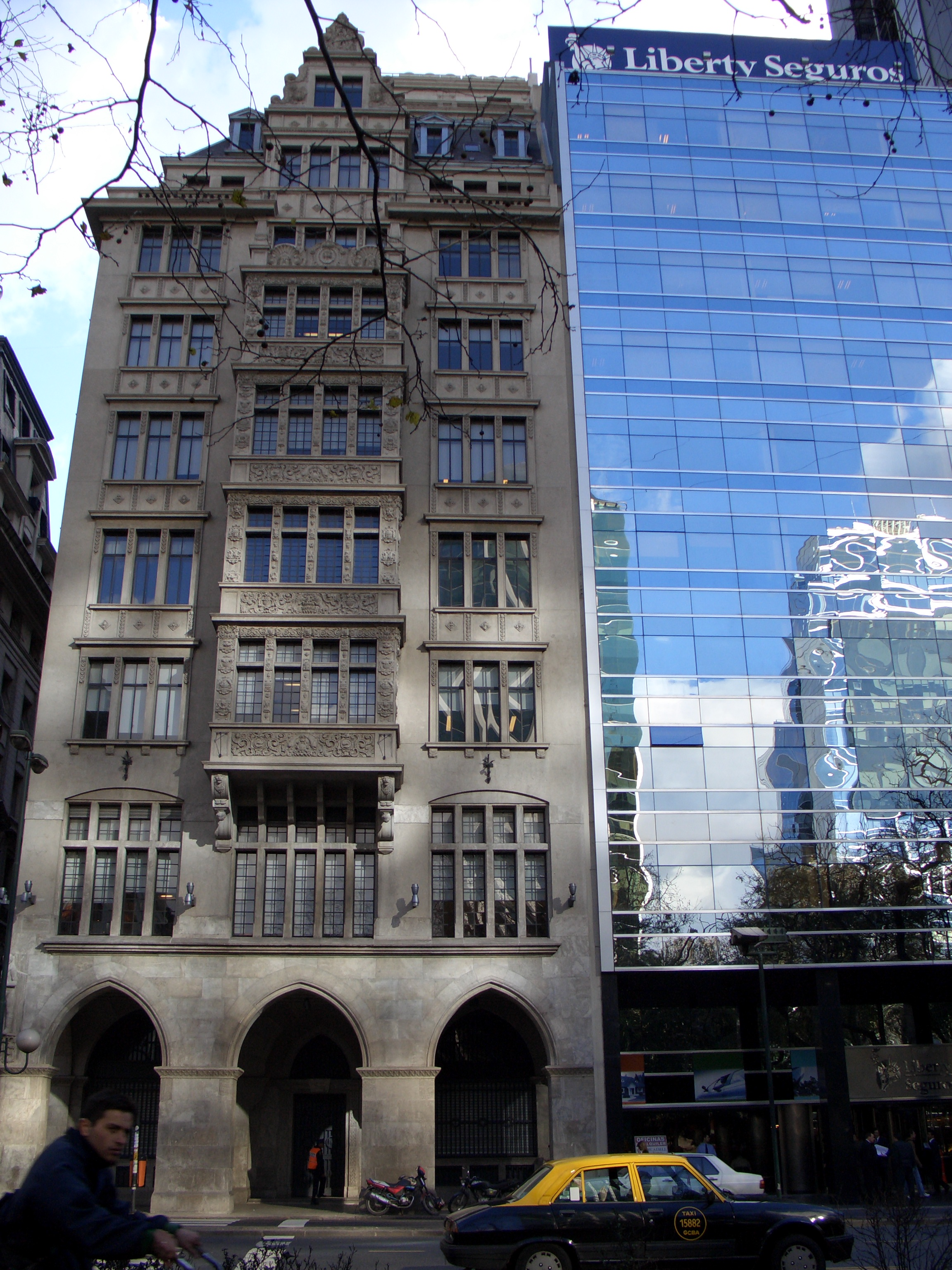
(слева)

Компания «Бунхе и Борн» основана в 1884 году аргентинцем немецкого происхождения Эрнесто Бунге и его шурином, Хорхе Борном, прибывшим из Антверпена. Дядя первого, Карл Бунге, был генеральным консулом Нидерландов и Пруссии в Аргентине. Компания заменила Bunge Company, основанную в Амстердаме Йоханом Бунге в 1818 году. После покупки 60 тысяч гектаров земли в плодородных пампасах Bunge & Born построил в 1899 году свой первенец в пищевой промышленности — завод Centenera. «Сентенера» была одним из крупнейших предприятий страны в этой сфере, с 1902 тесно связанным с ярмаркой в Пуэрто-Мадеро, на базе которого возникла компания Molinos Río de la Plata (позже лидер на местном розничном продовольственном рынке).
И кошки, и заяц, и черепаха в принципе могут войти в роскошный универмаг «Бунхе-Борн» или в адвокатские конторы на улице Сан-Мартин, вызвав всего лишь удивление или великий восторг жадных до сенсаций телефонисток или, в крайнем случае, распоряжение швейцара об удалении вышеупомянутых животных.
К 1980-м годам «Бунхе и Борн» превратилась в крупнейшую в стране монополистическую группу, владела 90 предприятиями с 20-тысяным персоналом. Филиальная сеть распространилась на соседнюю Бразилию и другие страны. Площадь земельных угодий составляла 552 тысяч гектар.

## Операция «Близнецы»
К началу 1970-х новые левоперонистские радикалы — «монтонерос», после серии похищений известных политиков, добрались и до крупного капитала. 19 сентября 1974 года боевики, переодевшись работниками государственной коммуникационной компании Entel, совершили нападение на кортеж совладельцев корпорации «Бунхе и Борн» — братьев Борн, Хорхе и Хуана. Расстреляв охрану и главу «Молинос-Рио-де-ла-Плата» Альберто Боша, монтонерос вытащили из автомобиля Ford Falcon de Luxe бизнесменов и вывезли в неизвестном направлении. В тот же вечер боевики опубликовали коммюнике, взяв на себя ответственность за похищение. Выкуп предложил сам Хорхе Борн III, выделив 64 миллиона долларов США из бюджета компании — самый крупный выкуп в мировой истории на тот момент. Это событие вызвало переезд штаб-квартиры в бразильский Сан-Паулу, и, косвенным образом, приблизило государственный переворот 1976 года.

## Программа ББ
Череда военных диктатур, гражданский террор, поражение в Фолклендской войне привели к глубокому экономическому кризису в Аргентине. К концу правления радикала Рауля Альфонсина положение только усугубилось. Пришедший к власти перонист Карлос Менем предупредил население Аргентины, что оно должно приготовиться к «серьезной хирургической операции без анестезии». В сложившихся условиях «Бунхе и Борн» предложила правительству собственную программу спасения национальной экономики. B&B выделяла государству 2,5 млрд долларов взамен возможности поставить своего человека — Нестора Марио Рапанельи — министром экономики и претворения в жизнь плана стабилизации. Корпорация рассчитывала вернуть свои вложения в счёт будущих налоговых поступлений. Кроме того, 1 млрд долларов был выделен нефтяными компаниями. Однако программа действовала относительно успешно лишь в течение трёх месяцев, и уход в отставку Нестора Рапанельи можно считать концом программы. Неудача плана стабилизации подкосила позиции семьи Борн в группе. Главой B&B стал Октавио Карабальо (исп. Octavio Caraballo), позже начавший процесс реструктуризации группы.

## Собственники и руководство
Основными акционерами группы являлись семейства Бунхе, Борн, Хирш, Энгельс и Де Ла Тур.

## Деятельность

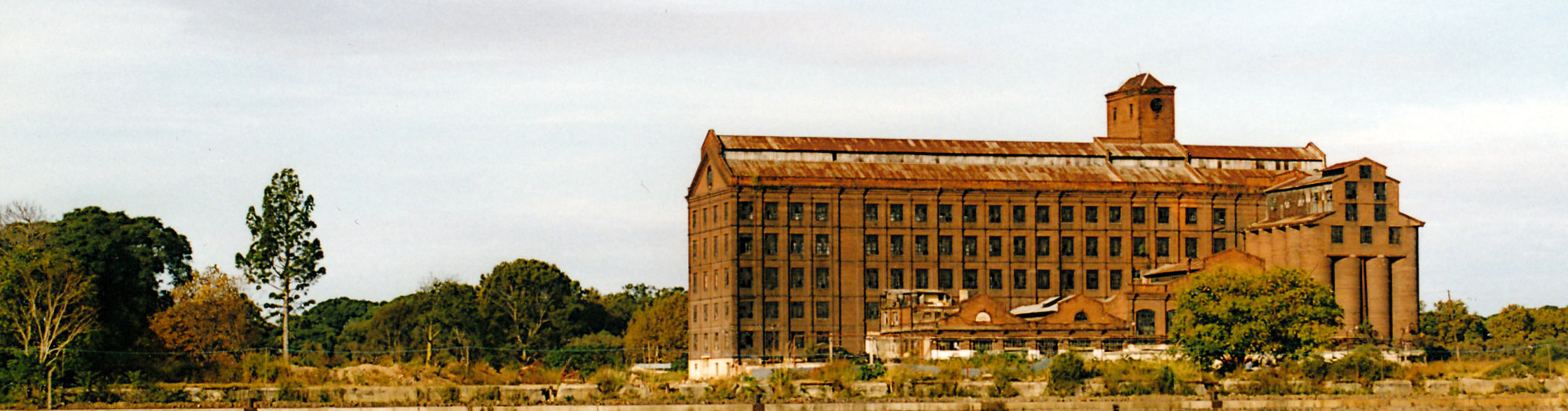
Бывшее здание «Молинос-Рио-де-ла-Плата»

Компания работала в сфере пищевой промышленности и международной торговле зерном и семенами масличных культур. Основным активом группы в Аргентине являлась компания Molinos Río de la Plata, которую, после развала группы и перебазирования в США, купило аргентинское семейство Перес Компанк.
В 1905-м «Бунхе и Борн» основала ипотечный банк Banco Hipotecario Franco Argentino и его филиал в Бразилии, а к 1910 году группа контролировала 80 % аргентинского зернового экспорта (страна была, к тому времени, третьим по величине экспортёром зерна в мире). Позже были образованы компания — производитель красок Alba (1925), химический концерн Compañía Química и текстильный производитель Grafa (1932). В 1926-м был построен главный офис компании в Буэнос-Айресе на проспекте Леандро Алема. Проект здания в неоготическом стиле был разработан местным архитектором Пабло Наеффом.

## Конец
Внутриполитические потрясения, череда военных правительств, нестабильность политической системы привели к тяжёлому экономическому положению Аргентины. В этих условиях «Бунхе и Борн» в 1994 была преобразована в зарегистрированную на Бермудах Bunge International, сохранив в Аргентине только филиал — Bunge Argentina. К тому времени годовой оборот компании достиг 13 миллиардов долларов США. Подобный пример развала успешной компании был характерен для Аргентины в пост-диктаторское правление. К примеру, крупная «Альпаргатас» с брендом «Топпер» из аргентинской компании превратилась в филиал бразильской.